# Danny Santoya
Danny Santoya (Cartagena, Colombia, 24 de abril de 1988) es un futbolista colombiano. Juega como delantero. Actualmente se encuentra como agente libre

## Trayectoria

### Inicios
Debutó con el Deportes Quindio y luego de su fugaz pero excelente paso por Centauros Villavicencio donde convirtió 14 goles, Para 2007 se afianzo exitosamente en el Deportes Quindío, siendo una de las más importantes figuras del equipo, en el cual demostró excelentes cualidades en su posición, que amerito el interés de muchos equipos a nivel nacional, con el equipo cuyabro en su primera etapa convirtió 25 goles en primera división y 3 en la Copa Colombia 2009.

### Once Caldas
En el año 2010 jugó con el Once Caldas en la Categoría Primera A colombiana donde anotó en todas las competeticiones 5 goles en el Torneo Apertura, 1 gol en la Copa Libertadores 2010 y 2 en la Copa Colombia 2010.

### Deportes Tolima
Luego comenzó a entrenar con el Deportes Tolima, club con el cual firmó contrato para la temporada 2011. En la Copa Libertadores 2011 anotó dos goles.

### México
Como se dice en el letxico deportivo Danny "La Rompió" jugando en el fútbol azteca disputando 127 partidos y antando 63 goles entre el ascenso y la copa mx para un promedio goleador de 0.50 militando en el Necaxa y Los Alebrijes.

### (Un alto en su carrera)
El 10 de julio de 2016 es anunciado como refuerzo del Águila de la Primera División de El Salvador.

En el cual nunca jugó porque abandonó el equipo sin darle explicación a nadie devolviéndose a su país, el club en un comunicado anunció que fue retirado de la plantilla.
El 2 de agosto de 2016 es anunciado como refuerzo del Deportivo Pasto de la Primera División de Colombia, sin embargo luego abandonó el equipo.
Luego de dos meses de idas y venires por varios clubes por fin fichó de manera definitiva con un club Iraní donde estuvo jugando los últimos 4 meses del 2016 sin llegar a convertir ningún gol.

### Sanat Naft
El 10 de septiembre es confirmado como nuevo refuerzo del Sanat Naft de la Iran Pro League. Solo jugaría un partido a final del 2016 y después saldría del equipo.

### Deportivo Municipal
El 10 de enero de 2017 es presentado por su nuevo club el Club Centro Deportivo Municipal de la Primera División de Perú. Debuta el 27 de enero por la Copa Libertadores 2016 en el empate a dos goles frente a Independiente del Valle cayendo eliminados por un global de 3 a 2.

## Clubes
| Club                    | País      | Año         |
| ----------------------- | --------- | ----------- |
| Deportes Quindío        | Colombia  | 2005        |
| Centauros Villavicencio | Colombia  | 2006 - 2007 |
| Deportes Quindío        | Colombia  | 2007 - 2009 |
| Once Caldas             | Colombia  | 2010        |
| Deportes Tolima         | Colombia  | 2011        |
| Independiente Medellín  | Colombia  | 2012        |
| Necaxa                  | México    | 2012 - 2013 |
| Deportes Quindío        | Colombia  | 2013        |
| Alebrijes de Oaxaca     | México    | 2014 - 2016 |
| Sanat Naft              | Irán      | 2016        |
| Deportivo Municipal     | Perú      | 2017        |
| Unión Magdalena         | Colombia  | 2017        |
| Deportes Quindío        | Colombia  | 2018 - 2020 |
| Estudiantes de Mérida   | Venezuela | 2021        |

## Estadísticas
Actualizado al último partido disputado el 14 de noviembre de 2021
| Club                               | Div.                | Temporada           | Liga  | Liga  | Copa Nacional | Copa Nacional | Copa Internacional | Copa Internacional | Total | Total |
| Club                               | Div.                | Temporada           | Part. | Goles | Part.         | Goles         | Part.              | Goles              | Part. | Goles |
| ---------------------------------- | ------------------- | ------------------- | ----- | ----- | ------------- | ------------- | ------------------ | ------------------ | ----- | ----- |
| Deportes Quindío · Colombia        | 1.ª                 | 2005                | 1     | 0     | -             | -             | -                  | –                  | 1     | 0     |
| Deportes Quindío · Colombia        | 1.ª                 | 2008                | 35    | 13    | -             | -             | -                  | -                  | 35    | 13    |
| Deportes Quindío · Colombia        | 1.ª                 | 2009                | 30    | 12    | 4             | 3             | -                  | -                  | 34    | 15    |
| Deportes Quindío · Colombia        | 1.ª                 | 2013                | 14    | 1     | 3             | 1             | -                  | -                  | 17    | 2     |
| Deportes Quindío · Colombia        | 2.ª                 | 2018                | 11    | 2     | 1             | 0             | -                  | -                  | 12    | 2     |
| Deportes Quindío · Colombia        | 2.ª                 | 2019                | 35    | 11    | 2             | 1             | -                  | -                  | 37    | 12    |
| Deportes Quindío · Colombia        | 2.ª                 | 2020                | 7     | 3     | 1             | 0             | -                  | -                  | 8     | 3     |
| Deportes Quindío · Colombia        | Total club          | Total club          | 133   | 42    | 11            | 5             | 0                  | 0                  | 144   | 47    |
| Centauros Villavicencio · Colombia | 2.ª                 | 2006-07             | 35    | 14    | -             | -             | -                  | –                  | 35    | 14    |
| Centauros Villavicencio · Colombia | Total club          | Total club          | 35    | 14    | 0             | 0             | 0                  | 0                  | 35    | 14    |
| Once Caldas · Colombia             | 1.ª                 | 2010                | 19    | 5     | 2             | 2             | 8                  | 1                  | 29    | 8     |
| Once Caldas · Colombia             | Total club          | Total club          | 19    | 5     | 2             | 2             | 8                  | 1                  | 29    | 8     |
| Deportes Tolima · Colombia         | 1.ª                 | 2011                | 32    | 8     | 7             | 5             | 8                  | 3                  | 44    | 16    |
| Deportes Tolima · Colombia         | Total club          | Total club          | 32    | 8     | 7             | 5             | 8                  | 3                  | 44    | 16    |
| Independiente Medellín · Colombia  | 1.ª                 | A-2012              | 15    | 1     | 3             | 4             | -                  | –                  | 18    | 5     |
| Independiente Medellín · Colombia  | Total club          | Total club          | 15    | 1     | 3             | 4             | 0                  | 0                  | 18    | 5     |
| Club Necaxa · México               | 2.ª                 | 2012/13             | 32    | 19    | 6             | 5             | -                  | –                  | 38    | 24    |
| Club Necaxa · México               | Total club          | Total club          | 32    | 19    | 6             | 5             | 0                  | 0                  | 38    | 24    |
| Alebrijes de Oaxaca · México       | 2.ª                 | 2013/14             | 15    | 7     | 7             | 3             | -                  | -                  | 23    | 10    |
| Alebrijes de Oaxaca · México       | 2.ª                 | 2014/15             | 26    | 12    | 10            | 6             | -                  | -                  | 36    | 18    |
| Alebrijes de Oaxaca · México       | 2.ª                 | 2015/16             | 30    | 11    | 1             | 0             | -                  | -                  | 31    | 11    |
| Alebrijes de Oaxaca · México       | Total club          | Total club          | 71    | 30    | 18            | 9             | 0                  | 0                  | 89    | 39    |
| Sanat Naft Irán                    | 1.ª                 | 2016                | 1     | 0     | -             | -             | -                  | –                  | 1     | 0     |
| Sanat Naft Irán                    | Total club          | Total club          | 1     | 0     | 0             | 0             | 0                  | 0                  | 1     | 0     |
| Deportivo Municipal · Perú         | 1.ª                 | 2017                | 7     | 0     | -             | -             | 1                  | 0                  | 8     | 0     |
| Deportivo Municipal · Perú         | Total club          | Total club          | 7     | 0     | 0             | 0             | 1                  | 0                  | 8     | 0     |
| Unión Magdalena · Colombia         | 1.ª                 | 2017                | 7     | 2     | -             | -             | -                  | –                  | 7     | 2     |
| Unión Magdalena · Colombia         | Total club          | Total club          | 7     | 2     | 0             | 0             | 0                  | 0                  | 7     | 2     |
| Estudiantes de Mérida · Venezuela  | 1.ª                 | 2021                | 19    | 3     | -             | -             | -                  | –                  | 19    | 3     |
| Estudiantes de Mérida · Venezuela  | Total club          | Total club          | 19    | 3     | 0             | 0             | 0                  | 0                  | 19    | 3     |
| Total en su carrera                | Total en su carrera | Total en su carrera | 371   | 124   | 47            | 30            | 17                 | 4                  | 435   | 158   |

## Palmarés

### Campeonatos nacionales
| Título              | Equipo      | Sede     | Año  |
| ------------------- | ----------- | -------- | ---- |
| Categoría Primera A | Once Caldas | Colombia | 2010 |